# Знак отличия «За верность космосу»
Знак отличия «За верность космосу» — ведомственный знак отличия Государственной корпорации по космической деятельности «Роскосмос».
Учреждён Приказом Государственной корпорации по космической деятельности «Роскосмос» от 8 февраля 2017 г. № 23 «О ведомственном знаке отличия Государственной корпорации по космической деятельности "Роскосмос", дающем право на присвоение звания "Ветеран труда"».
Является единственной наградой Госкорпорации «Роскосмос», дающей право на присвоение звания «Ветеран труда».

## Положение о знаке отличия
Ведомственный знак отличия «За верность космосу» является ведомственным знаком отличия Госкорпорации «Роскосмос», дающим право на присвоение звания «Ветеран труда».
Знаком награждаются работники Госкорпорации «Роскосмос», организаций Госкорпорации, организаций ракетно-космической промышленности за значительный вклад в развитие отечественной космонавтики, разработку и реализацию государственной политики в области космической деятельности, за многолетний добросовестный труд в ракетно-космической промышленности, высокие личные достижения в решении сложных научных, производственных и организационных задач.
Награждение Знаком отличия может быть приурочено:
- ко Дню космонавтики;
- ко Дню машиностроителя;
- к юбилейным датам со дня образования организаций (50 лет и каждые последующие 10 лет);
- к юбилейным датам со дня рождения работников (50 лет, 60 лет, 70 лет и каждые последующие 5 лет).

По решению генерального директора Корпорации награждение Знаком отличия может осуществляться в другое время.
Для возможности повседневного ношения предусматривается ношение лацканного варианта Знака отличия.
Знак отличия носится на правой стороне груди и располагается ниже государственных наград Российской Федерации.
Повторное награждение Знаком отличия не производится.
В случае утраты Знака отличия дубликат не выдаётся. В случае утраты удостоверения к Знаку отличия награждённому лицу выдаётся копия приказа о награждении.

## Описание знака отличия

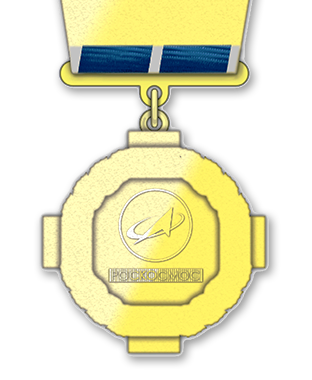
Реверс знака отличия «За верность космосу»

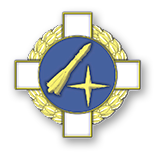
Лацканный вариант знака отличия «За верность космосу»

Ведомственный знак отличия «За верность космосу» изготавливается из медно-цинкового сплава марки Л90 с золочением, имеет форму равноконечного креста, покрытого белой эмалью. Крест лежит на золотом лавровом венке. В центре креста – накладной медальон, покрытый синей эмалью. По окружности медальона на золотом фоне надпись: «За верность космосу». В центре – рельефное изображение летящей ракеты и двух звёзд золотистого цвета.
Расстояние между концами креста – 32 мм.
На оборотной стороне Знака отличия в центре – логотип Госкорпорации «Роскосмос». Под логотипом расположен защитный растровый элемент, выполненный в виде чередующихся впадин и выступов, на боковых гранях которых выгравирован рельеф. При просмотре защитного элемента читается надпись: «РОСКОСМОС». При изменении угла зрения видны три стилизованные четырехконечные звезды. 
Знак отличия при помощи звена соединяется с колодкой трапециевидной формы размером 43 х 50 мм, изготовленной из медно-цинкового сплава марки Л90 с золочением. Колодка обтянута синей муаровой лентой шириной 24 мм. По краям и в середине ленты – серебристые полосы шириной 2 мм.
На оборотной стороне колодки имеется приспособление для крепления к одежде – булавка.
Лацканный вариант Знака отличия изготавливается из медно-цинкового сплава марки Л90 с золочением. Расстояние между концами креста – 20 мм. Для крепления Знака отличия к одежде используется цанговое крепление.

## Награждения знаком отличия
Знак отличия под номером один был вручён Валентине Терешковой, под номером два — Владимиру Чванову.